# Iñaki Lasagabaster
Iñaki Lasagabaster Herrarte (Vitoria, Álava, 1953) es un abogado, jurista, administrativista y profesor universitario emérito español.
Fue catedrático de Derecho administrativo en la Universidad del País Vasco.

## Biografía
Iñaki Lasagabaster nació en Vitoria en 1953. Se licenció en Derecho en la Universidad de Deusto en 1975 con 23 años. En ese mismo año fue candidato del partido político Partido Socialista Vasco-Euskal Sozialista Biltzarrea (ESB) por Álava.
Se doctoró en la Universidad de Deusto en 1982 con la tesis Análisis técnico jurídico de la potestad legislativa de las Comunidades Autónomas que dirigió el catedrático de derecho administrativo Ramón Martín Mateo con la calificación de sobresaliente cum laude.
Lasagabaster ha sido Miembro de la Comisión Arbitral del País Vasco (1997-2003 y 2003-2009) y ha colaborado en la patente de un nuevo sistema de voto electrónico. También ha ganado el Premio Jesús Maria de Leizaola en el año 2000 con el trabajo Derecho ambiental.
Desde 1992 es catedrático de derecho administrativo de la Universidad del País Vasco (UPV), Director del Departamento de derecho constitucional y administrativo de la UPV y director del máster universitario en derechos fundamentales y poderes públicos que ofrece la UPV.
También ha colaborado en diversas plataformas sociales: para pedir el fin de la dispersión de presos, en plataformas por la democracia, en Gure Esku Dago por el derecho a decidir, por los derechos de los inmigrantes. También es conocido por ser contrario a la construcción de campos de golf y urbanizaciones de viviendas unifamiliares en Laguardia y Labastida.

## Publicaciones
Iñaki Lasagabaster colabora con diversos medios de comunicación como ETB1, ETB2, Naiz, El País. Además tiene más de veinte publicaciones, entre ellas:
- Derecho público en Euskal Herria, 2017[16]
- Consulta o referéndum: la necesidad de una nueva reflexión jurídica sobre la idea de democracia, 2008
- Fuentes del derecho, 2007
- La carta europea de la autonomía local, 2007
- Una introducción histórica a las instituciones políticas vascas, 2006
- Convenio europeo de derechos humanos: comentario sistemático, 2004
- Derecho de manifestación, representación política y juez penal (en torno a algunos autos del juez Garzón), 2003
- Régimen jurídico de la ordenación del territorio en Euskalherria, 1999
- Las relaciones de sujeción especial, 1994
- Derecho Europeo. Textos básicos: Incluye el tratado de la Unión Europea (Maastricht)
- Los principios de supletoriedad y prevalencia del derecho estatal respecto al derecho autonómico, 1991
- El sistema competencial en el Estatuto de autonomía, 1989
- El Ordenamiento jurídico comunitario, el estatal y el autonómico, 1986
- La potestad legislativa de las comunidades autónomas, 1982
- La carta europea de la autonomía local, 2007